# Order „Ojczyzna” (Kazachstan)
Order „Ojczyzna” (kaz. »Отан« ордені) – wysokie odznaczenie państwowe (order) Republiki Kazachstanu.

## Statut orderu
Order „Ojczyzna” jest przyznawany obywatelom Kazachstanu za szczególne zasługi:
- w działalności państwowej i publicznej;
- w rozwoju gospodarki, sfery społecznej, nauki i kultury;
- w pracy w aparacie państwowym, organach ścigania i służbie wojskowej, rozwoju demokracji i postępu społecznego[1].

Order „Ojczyzna” jest również przyznawany osobom, które otrzymały tytuł Narodowego Bohatera Kazachstanu lub Bohatera Pracy Kazachstanu.
Nazwiska odznaczonych są zapisywane w Księdze Chwały Republiki Kazachstanu, ustanowionej przez Rząd Republiki Kazachstanu.

## Opis
Order składa się z odznaki i zawieszki.
Odznaką orderu jest ozdobny owal o wymiarach 45x47 mm. W centrum znajduje się wyobrażenie godła Republiki Kazachstanu w odpowiednich barwach na tle rozchodzących się promieni.
Owal obramowany po bokach wieńcem laurowym, u dołu ornamentem roślinnym. Wieniec przeplatany jest czerwoną wstążką z napisem OTAH („Ojczyzna”). Tło owalu i herbu pokryte jest przezroczystą niebieską emalią, wypukły relief pokryty jest złoceniem.
Order wykonany jest ze srebra. Wszystkie kształty i napisy są wypukłe oraz błyszczące.
Odznaka Orderu za pomocą oczka i pierścienia mocowana jest do sześciokątnej zawieszki pokrytej wstążką typu moiré w głównym kolorze flagi Republiki Kazachstanu o szerokości 34 mm. Czerwony pasek o szerokości 3 mm biegnie wzdłuż środka wstążki, dwa kolejne czerwone paski o szerokości 2 mm znajdują się w odległości 2 mm od krawędzi środkowego paska.
Na odwrocie zawieszki znajduje się agrafka z osłonką, za pomocą której odznaczenie mocowane jest do ubrania.
Numer seryjny jest wygrawerowany na rewersie.